# A Shock to the System
A Shock to the System es una película basada en la novela homónima de Simon Brett. Una comedia ácida, de humor negro, interpretada por Michael Caine en el rol de un ejecutivo que tras muchos años de trabajar en una empresa se ve consternado por el manejo de la cúpula directiva.

## Argumento
Graham Marshall (Michael Caine) es un ejecutivo que cuenta firmemente con un ascenso. Sin embargo, en el último momento le dan el puesto a otro directivo. A partir de entonces Marshall comienza a ver su vida de otra forma y se propone eliminar todos los obstáculos existentes. La secretaria, Stella (Elizabeth McGovern), descubre su juego, pero como por arte de magia Marshall la tiene totalmente controlada.

## Reparto
| Actor              | Personaje        |
| ------------------ | ---------------- |
| Michael Caine      | Graham Marshall  |
| Elizabeth McGovern | Stella Henderson |
| Peter Riegert      | Bob Benham       |
| Swoosie Kurtz      | Leslie Marshall  |
| Will Patton        | Ten. Laker       |
| John McMartin      | George Brewster  |
| Jenny Wright       | Melanie O'Conner |
| Philip Moon        | Henry Park       |
| Barbara Baxley     | Lillian          |
| Haviland Morris    | Tara Liston      |
| Samuel L. Jackson  | Ulysses          |

- Datos: Q2364018